# Aşağıakören, Suşehri
Aşağıakören là một xã thuộc huyện Suşehri, tỉnh Sivas, Thổ Nhĩ Kỳ. Dân số thời điểm năm 2011 là 140 người.